# ملعب برج العرب
ستاد برج العرب الدولي أو ستاد الجيش المصري يعتبر واحدا من أكبر الاستادات في الشرق الأوسط وفي مصر، يقع على طريق الكافوري - برج العرب الجديدة في نطاق حي ثان العامرية بمدينة الإسكندرية.

## المساحة
مقام الملعب على مساحة 145 فدان ومقام حوله سور بطول 3 كم وشبكة طرق داخلية تبلغ 6 كم وموقف للسيارات يتسع10 آلاف سيارة و2000 أتوبيس بالإضافة إلى مهبط للطائرات وهناك 17 بوابة إلكترونية والمقصورة الرئيسية مغطاة بمظلة تغطى 50% من نسبة الاستاد وهي أكبر مظلة في الشرق الأوسط طولها 500 متر والبعد 80 متر ومساحتها 15 ألف متر مربع بما يوازى 5 فدان.

## التكوين
ربع الاستاد مكيف والتكييف يشمل غرف خلع الملابس والصالونات والمداخل، كما يضم الإستاد 8 مصاعد للإعلاميين والمعُاقين والخدمات والشخصيات العامة، كذلك يضم الإستاد ملعبين فرعيين للتدريب يتسع كل منهما إلى 2000 متفرج ويضم كل ملعب غرف خلع ملابس وترتان لألعاب القوى، كما يضم الإستاد فندق لـ200 فرد وهو مكيف وبه حمام سباحة وجمانيزم ومبنى إدارة يتسع 80 فرد، كما يضم ستاد برج العرب مدرج يتسع إلى 3000 صحفي ويضم كبائن للمذيعين وانفاق للطوارئ وسيارات الإسعاف كذلك 32 كافتيريا لخدمة الجماهير و337 حمامات خاصة لاستخدام الجماهير منها 33 للسيدات و8 للمعوقين.

## البناء
يعد ستاد برج العرب إحدى الثمرات اليانعة للتعاون المزدهر بين القوات المسلحة المصرية وشركة المقاولون العرب برئاسة المهندس إبراهيم محلب وقطاعها بالإسكندرية برئاسة المهندس محمود عبد الرحيم والمهندس محمد جوهر المدير المنفذ للمشروع ومعه المهندس محمد جمال وهو بحق المنشأة الرياضية العملاقة ليس في مصر وحدها وإنما في أفريقيا ومنطقة الشرق الأوسط بكاملها والذي تم تشييده وفقا لأحدث التقنيات الإنشائية والبنائية المتطورة واستغرقت عمليات الإنشاء فترة قياسية لم تزد على عامين ونصف بعد إن تمت الاستعانة بالخبرة الأجنبية في وضع التصميم وقام المهندس العالمي رينيه الذي أسهم في تصميم الصروح العالمية المماثلة في وضع الصورة النهائية لما يجب أن يكون عليه هذا الصرح الكبير وبدأت عمليات الإنشاء بأيدي وسواعد مصرية وبمعدات وآلات حديثة والإستاد الجديد يشغل مساحة 145 فدانا بمنسوب يرتفع عن سطح البحر ب281 درجة وتقع تلك المساحة التي تمتاز بمناخها الجاف على مسافة 38 كيلومترا من مدينة الإسكندرية وتطل على أحد الطرق الرئيسية الذي يربط الثغر بمنطقة الساحل الشمالي ويفصلها 15 كيلومترا عن مطار برج العرب الدولي و60 كيلومترا عن مستشفى شهداء 25 يناير بسيدي كرير و1.5 كيلومتر من محطة كينج مريوط للقطار.

## تفاصيل المشروع
القوات المسلحة لمصر وشبابها صرحا وانجازا جديدا ستاد الجيش المصري والذي يعد نقله حضارية نوعية في المنشآت الرياضية المصرية. تم اختيار موقع المشروع ضمن نطاق حي ثان العامرية ويقع مباشرة على طريق الكافوري - برج العرب الجديدة على مسافة 7 كيلومترات من طريق القاهرة - الإسكندرية الصحراوي عند الكيلو متر 31 ويبعد 10 كيلومترات عن كل من مطار برج العرب الدولي ومستشفى برج العرب المركزي بمدينة برج العرب الجديدة والقرى السياحية بالساحل الشمالي ويبعد 1.5 كم من محطة قطار الكينج مريوط، والمعروف عن هذه المنطقة أنها تعلو عن سطح البحر 28 مترا مما يجعل مناخها جافا غير رطب وخاليا من أي ملوثات طبيعية وصناعية.
تبلغ مساحة أرض المشروع 600 ألف م2 (145 فدانا) وتحقق نسبة 30% منشآت 30% طرق ومناطق انتظار، 40% مناطق خضراء، روعيَ في تخطيط موقع المشروع أن يكون نواة لقرية أولميبية متكاملة.
يحيط بالاستاد سور بطول 3.5 كم وبه 10 بوابات و80 محلا تجاريا بإجمالي مسطح 4 آلاف متر مربع، كما يحيط بالاستاد الرئيسي سور للتحكم في دخول الجمهور بطول 1.2 كم وبه 17 بوابة بإجمالي 136 ماكينة إلكترونية تسمح بدخول 800 متفرج في الدقيقة ليتم ملء الاستاد خلال ساعتين، كما يمكن إخلاء الإستاد بأكمله في أقل من8 دقائق.
تلي البوابات 76 سلّما ومنحدرا مقسمة إلى 22 سلما علويا تصل للمدرجات العلوية عند منسوب 6.45 و18 منحدرا تصل لكبائن المشاهدة الخاصة عند منسوب1.37 م و36 سلما سفليا يصل للمدرجات السفلية عند منسوب 3.36 م بخلاف مدخل لكبار الزوار ومدخل خاص لذوي الاحتياجات الخاصة، ويوجد بالاستاد8 مصاعد، مصعدان لكبار الزوار ومصعدان للإعلاميين ومصعدان للبضائع ومصعدان لذوي الاحتياجات الخاصة.
تم اختيار منسوب أرض الملعب عند منسوب 10 أمتار من منسوب الأرض الطبيعية، بحيث يحقق دخول الجمهور من مستوى متوسط بالنسبة للمدرجات لتقليل مسافات الهبوط والصعود.
يوجد به مداخل إلى أرض الملعب، مدخل ماراثون,2 مدخل طوارئ للإسعاف والإطفاء، مدخل ومنطقة انتظار لاعبين وإعلاميين,2 مدخل للمجموعات والاحتفالات.
تم اختيار التوجيه الجغرافي للملعب بحيث يميل إلى تجاه الشمال 12 درجة جهة الغرب مع الاتجاه السائد للرياح بحيث لا يسبب أي إعاقة لحركة الكرة واللاعبين طبقا لاشتراطات الاتحاد الدولي لكرة القدم (فيفا).
أبعاد الملعب 105*70 م والملعب مجهز لإقامة أنشطة الألعاب الأوليمبية، فيه مضمار ألعاب قوى 8 حارات ومانع مائي وحفرتا وثب طويل وحفرة وثب ثلاثي.
يسع الاستاد الرئيسي 80 ألف متفرج على مدرجين سفلي وعلوي وقد روعي في التصميم أن تسمح زوايا الرؤية لجميع المتفرجين بمشاهدة مسطح الملعب بالكامل دون أي معوقات للرؤية ذلك بالإضافة إلى مقصورة كبار الزوار سعة 22 متفرجا ومقصورة رئيسية سعة 300 متفرج ومدرج خاص بالإعلاميين أعلى المقصورة يسع لـ300 صحفي ومدرج خارجي لذوي الاحتياجات الخاصة.

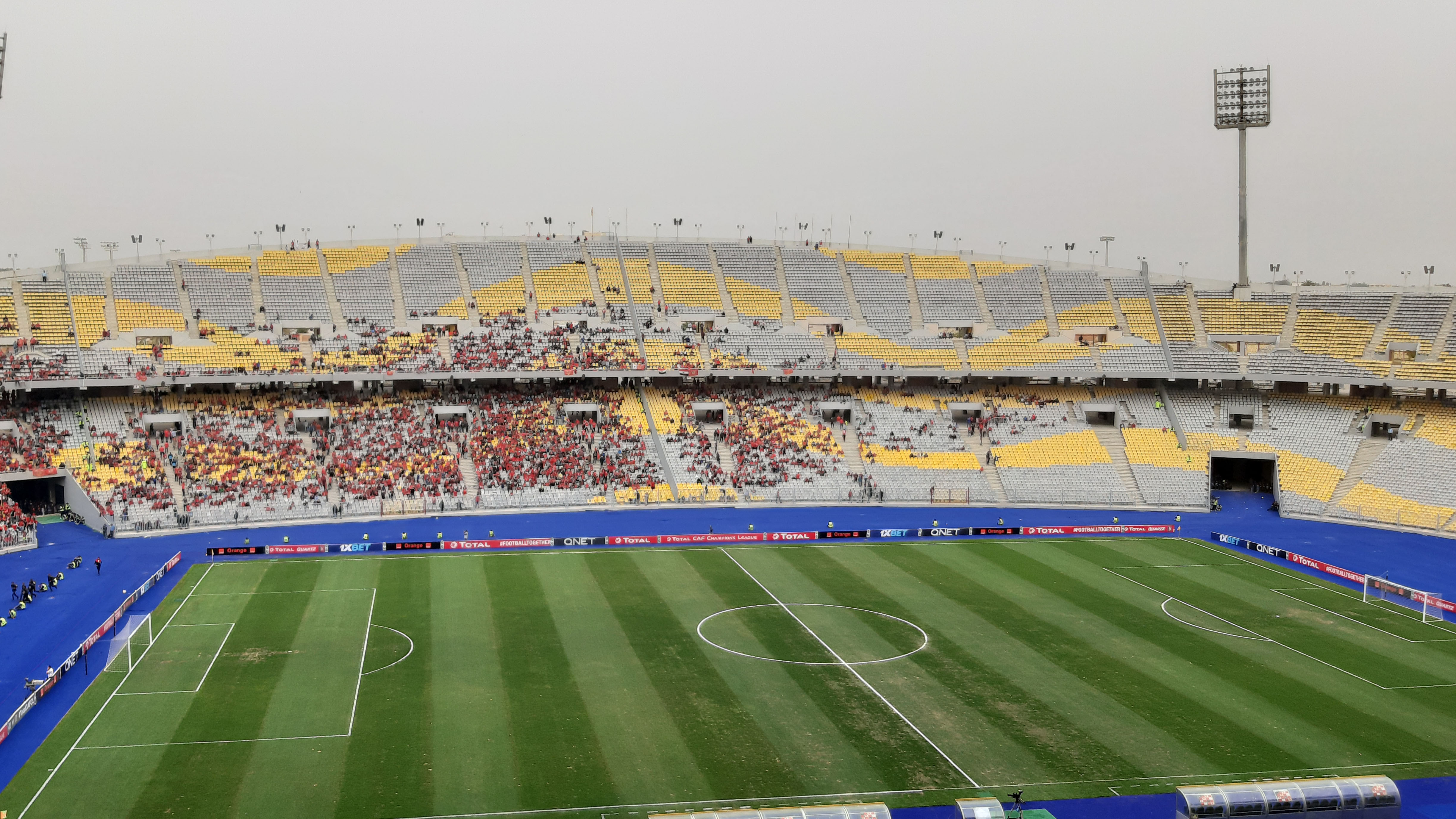
مدرجات الملعب

مدرجات المقصورة والدرجة الأولي التي تمثل35% من إجمالي مدرجات الاستاد مغطاة بمظلة معدنية بطول 200 م وعرض 62 م وبمسطح 12 ألف متر بما يعادل مسطح ملعبي كرة قدم مرتكزة على 18 عمودا خرساني على شكل زهرة اللوتس وبارتفاع يصل إلى 32 م، والمظلة مشدودة بكابلات من الصلب الفائق المقاومة، وتعد هذه المظلة أكبر مظلة تم تنفيذها بالمنطقة وبأيد مصرية، حيث استخدم في تصنيعها 35 طنا من الصلب العالي المقاومة وتعادل كمية الصلب المستخدم في كوبري أبو العلا القديم، وقد استخدم في تغطية المظلة أحدث ما وصلت إليه تكنولوجيا تصنيع ألواح الصاج فهو مضاد للعوامل الجوية وعازل للصوت والحرارة، بالإضافة لخفة وزنه.
تم استغلال أسفل المدرجات في المسطحات الخدمية للاعبين والجمهور، حيث تم إنشاء 4 غرف خلع ملابس لاعبين ملحقة بكل غرفة دورات المياه والأدشاش الخاصة بها، بالإضافة إلى غرفتي إحماء ومكاتب للمدربين والفرق الطبية المعاونة وغرف لأطقم الحكام وصالات رياضية ونقطة طبية مجهزة على أعلى مستوي ومعمل تحاليل ومركز صحفي يحقق تغطية إعلامية لجميع دول العالم متصل بشبكة الإنترنت وغرف أطقم الحكام و4 غرف خلع ملابس مجاميع عروض.
أما بالنسبة لخدمات الجمهور فهناك 32 كافيتريا و68 دورة مياه مجمعة (337 دورة مياه رجال ـ43 دورة مياه سيدات ـ6 دورات مياه لذوي الاحتياجات الخاصة بإجمالي 386 دورة مياه) موزعة على مسافات متقاربة لتقليل مسافات الحركة للجمهور.
ربع الاستاد مكيف تكييفا مركزيا يشمل المقصورة والمداخل والصالونات وغرف خلع ملابس اللاعبين والمركز الإعلامي. الاستاد الرئيسي مجهز بـ برجي إضاءة أعلى مدرجات الركنين الشمالي الشرقي والجنوبي الشرقي للاستاد بارتفاع 65 م من أرض الملعب، بالإضافة إلى كشافات إنارة للملعب مثبتة على طول المظلة و2 لوحة نتائج و13 مكانا لكاميرات التصوير التليفزيوني، بالإضافة إلى الكاميرات المتحركة وشبكات متكاملة تغطي الاستاد بالكامل واضاءة.
وصوتيات وكاميرات مراقبة وغرفة مراقبة رئيسية بالبدروم وشبكة نقل معلومات وشبكة إنذار حريق وإطفاء، وجميع هذه الشبكات مرتبط بغرفة تحكم مركزية بأعلى نقطة بمدرجات الاستاد.
بالإضافة إلى الملعب الرئيسي يوجد ملعبا تدريب بمدرجات سعة 2000 متفرج لكل ملعب بإجمالي مسطح 3 آلاف م2 يشتمل كل ملعب على مضمار ألعاب قِوى وغرفتي خلع ملابس لاعبين وغرفتي خلع ملابس حكام وإداريين ودورات مياه وأوفيس وملعبا التدريب مجهزان بأبراج إضاءة ليلية.
- فندق توليب لاعبين بدروم وأرضي و5 أدوار متكررة سعة 200 سرير مكيف بإجمالي مسطح 10 ألف م يشتمل على قاعة مؤتمرات، كافيتريا، مطعم، حمام سباحة، جيمانيزيوم ومزود بمصعدين.

وكذلك مبنى إداري سكني للعاملين بالمركز الرياضي أرضي و3 أدوار متكرر سعة 80 فردا بإجمالي مسطح 3500 متر مربع يشتمل على مكاتب إدارية، صالونات، صالة طعام، غرف إقامة.
شبكة طرق داخلية بطول 6 كيلو مترات وأماكن انتظار سيارات سعة 5 آلاف سيارة و200 أتوبيس ومهبط طائرة هليكوبتر يسع4 طائرات.
أعمال تنسيق موقع ومناطق خضراء بإجمالي مسطح 250 ألف متر وشبكات متكاملة للمشروع، فقد تم تغذية المركز الرياضي بالكهرباء بقدرة 4 ميجا وبمولدات كهرباء احتياطية و500 خط تليفون محلي و1500 خط تليفون دولي وخزان مياه أرضي سعة 2000 متر مربع ـ ومشروع صرف صحي سعة 800 متر.

## السعة

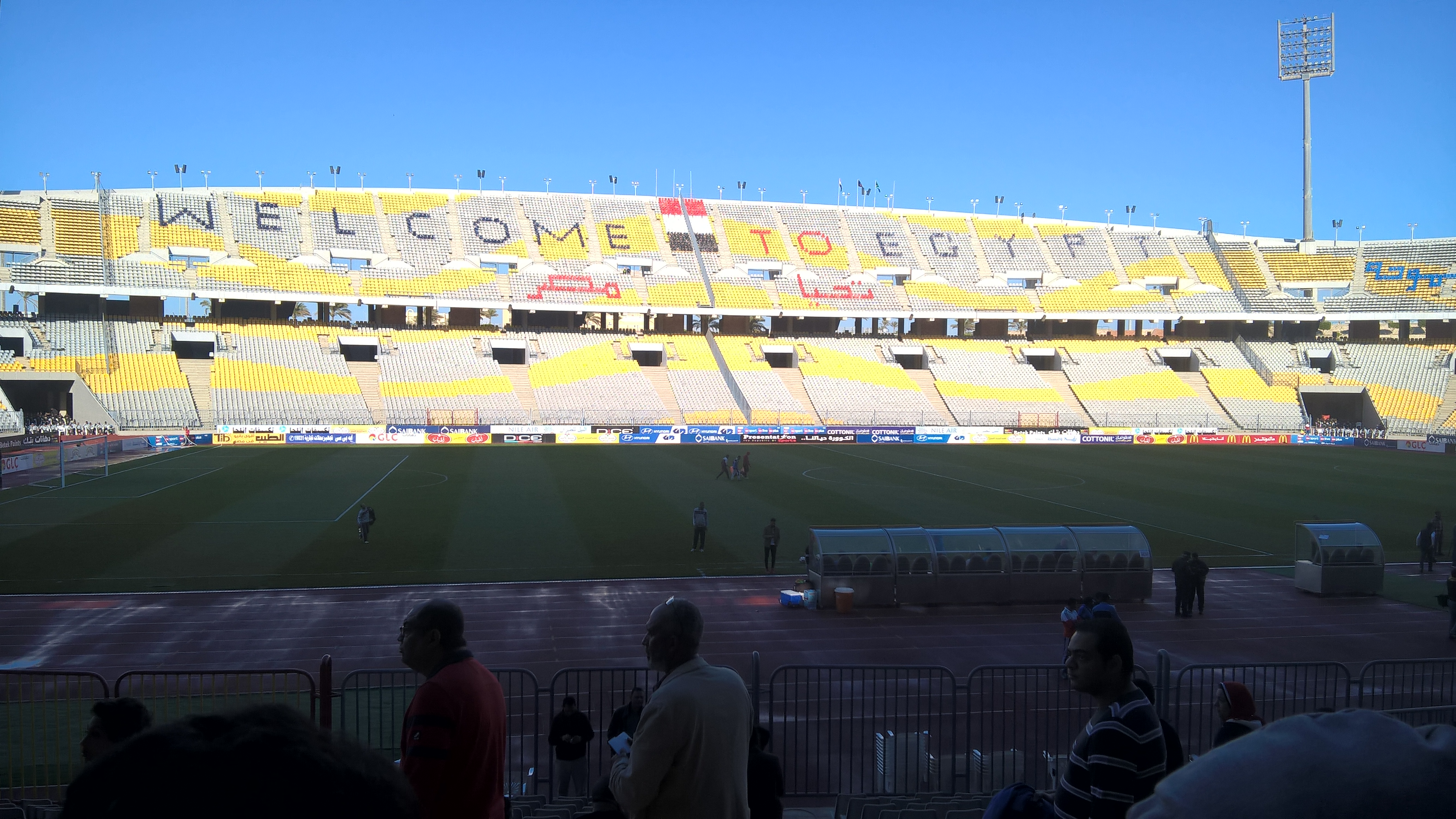
برج العرب قبل مباراة نادي سموحة ونادي بيدفيست ويتس الجنوب إفريقي في كأس الكونفيدرالية الأفريقية 2017.

يسع ستاد برج العرب 86 ألف مشاهد، وراعى التصميم أن تميل المدرجات جهة الشمال بزاوية 12 درجة غرب الشمال طبقا لإشتراطات الفيفا. وتضم مرافق الاستاد علاوة على المدرجات منطقة انتظار مركبات تسع خمسة آلاف سيارة ومائتي أتوبيس.. وعدد ملعبين للتدريب بمدرجات تتسع لألفي مشاهد لكل ملعب وخزان مياه أرضي سعة 2000 متر مكعب وصالة ألعاب مغطاة بسعة عشرة آلاف متفرج وفندق لاستضافة اللاعبين بسعة 200 سرير ومبني إداري. وأهم ما يميز الإستاد العملاق توافر عدد عشر بوابات والطرق المحيطة به تسمح بتفريغ السعة الكاملة في زمن لا يزيد على ثماني دقائق دون زحام أو تكدس فضلا عن توافر مهبط لتزويد الطائرات الهليكوبتر ولعدد اثنين في وقت واحد.
وراعي التصميم توفير زوايا رؤية جيدة لجميع المشاهدين لمتابعة مسطح الملعب دون أدني معوقات ويضم الاستاد 4 غرف لخلع الملابس لعدد أربعة فرق مجهزة بكل التجهيزات المطلوبة بالإضافة لغرفتي إحماء بمسطح 287 مترا لكل غرفة. ويضم أيضا مساحات مجهزة لاستقبال الاحتفالات والمهرجانات الوطنية وساحات لتجمع أعداد كبيرة من المشاركين داخل الملعب وحوله والملعب مجهز بنظام إضاءة ذاتي وتظلل مدرجات الدرجة الأولى والمقصورة بمستوياتها العليا والسفلى مظلة حديثة تعمل بنظام إلكتروني دقيق، ومزود بمركز صحفي متكامل به جميع وسائل الاتصالات ولديه منصات ثابتة لأكثر من ست كاميرات، وقد تكلف الاستاد مائتين وخمسون مليون جنيه قيمة الأعمال المختلفة الخرسانية والانشائية والتكميلية والكهربائية وهو مزود بلوحة إعلان نتائج إلكترونية وأجهزة تصوير وإعادة لقطات الفنية وشاشات للعرض تمتاز بنقاء الصورة وإعادة العرض والتسجيل للأحداث الجارية وساعة إلكترونية.

## معرض صور

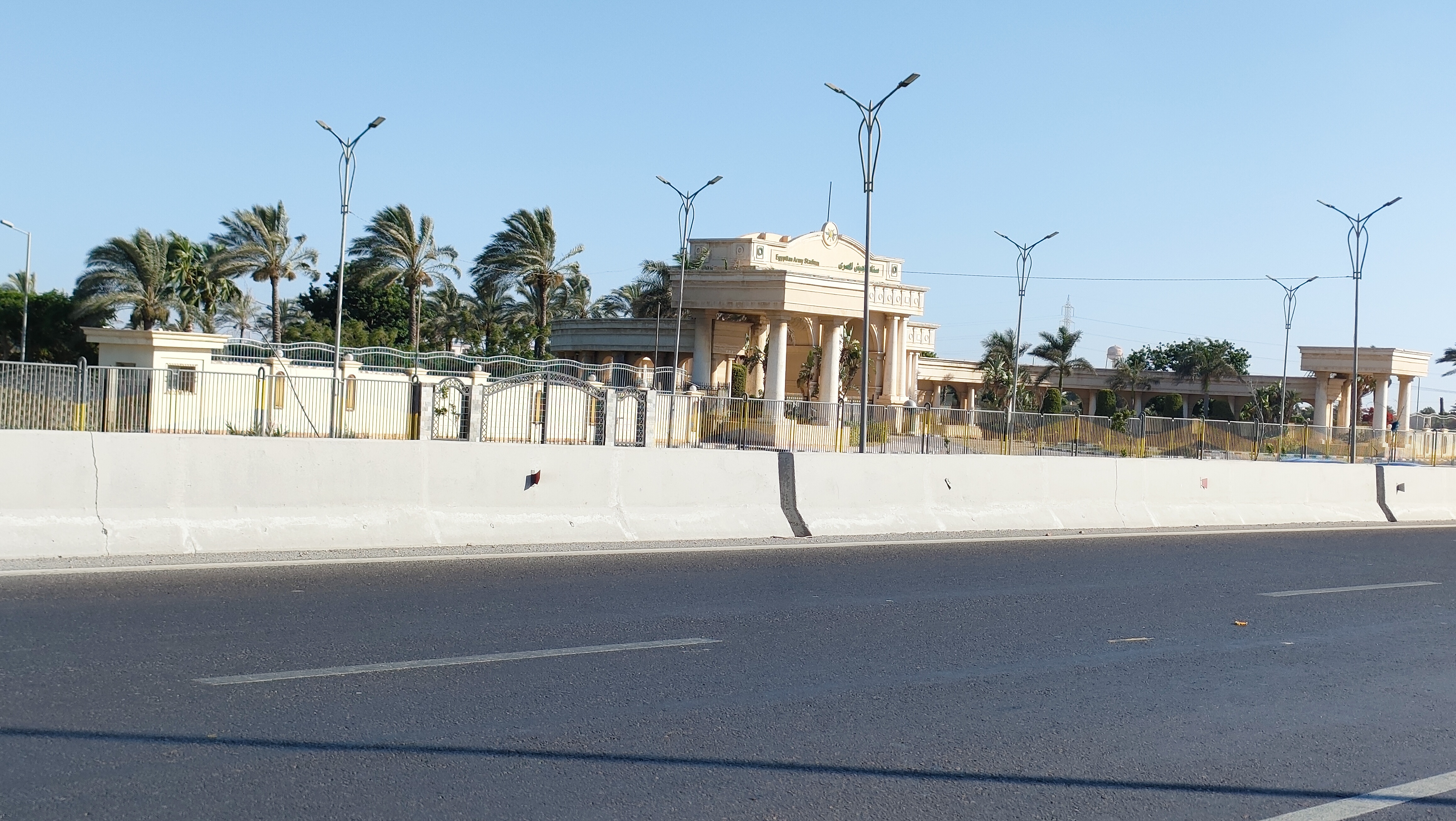
البوابة الرئيسية
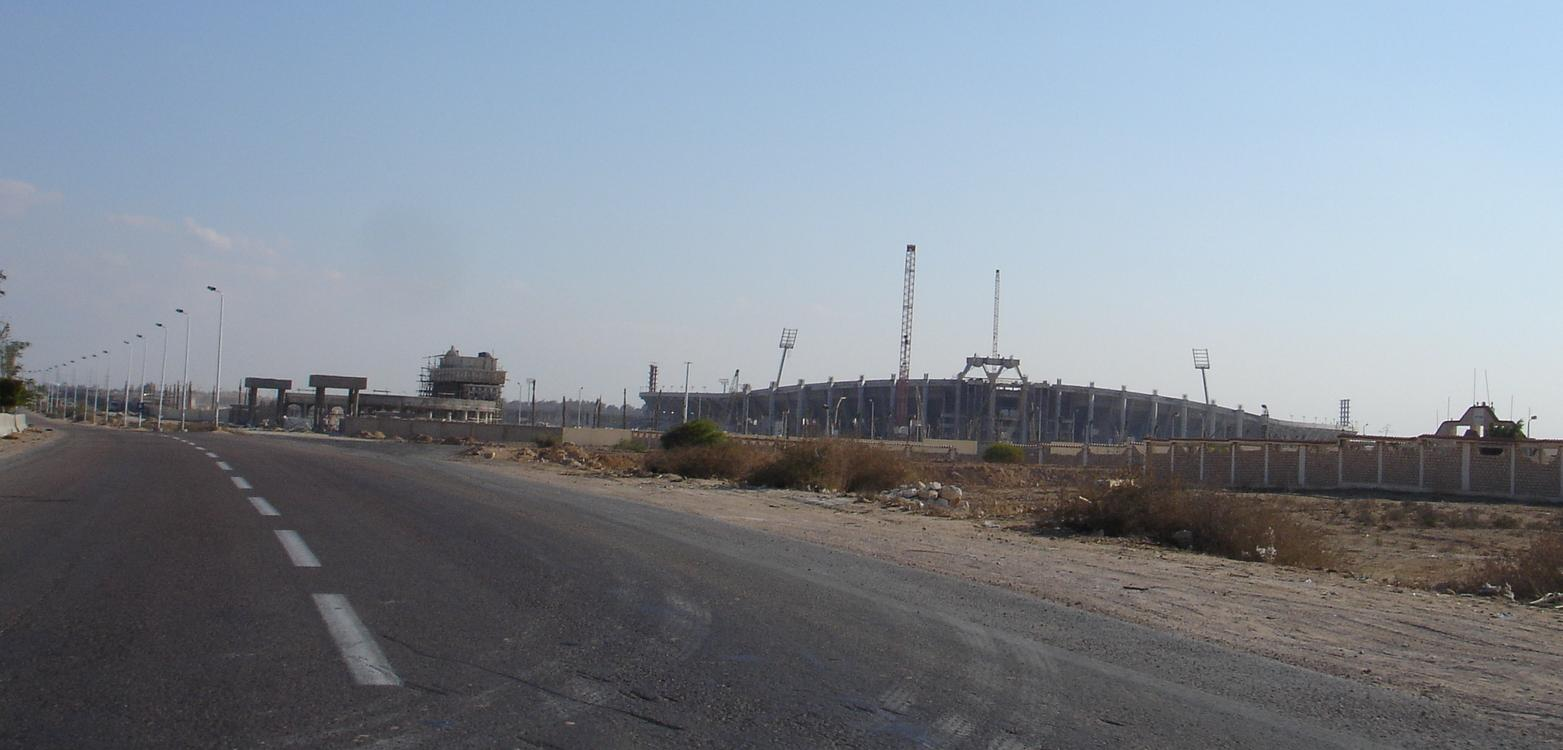
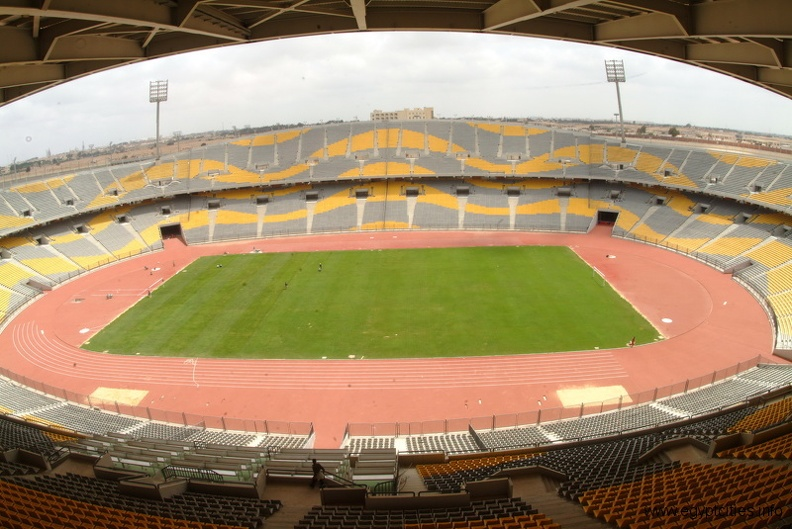
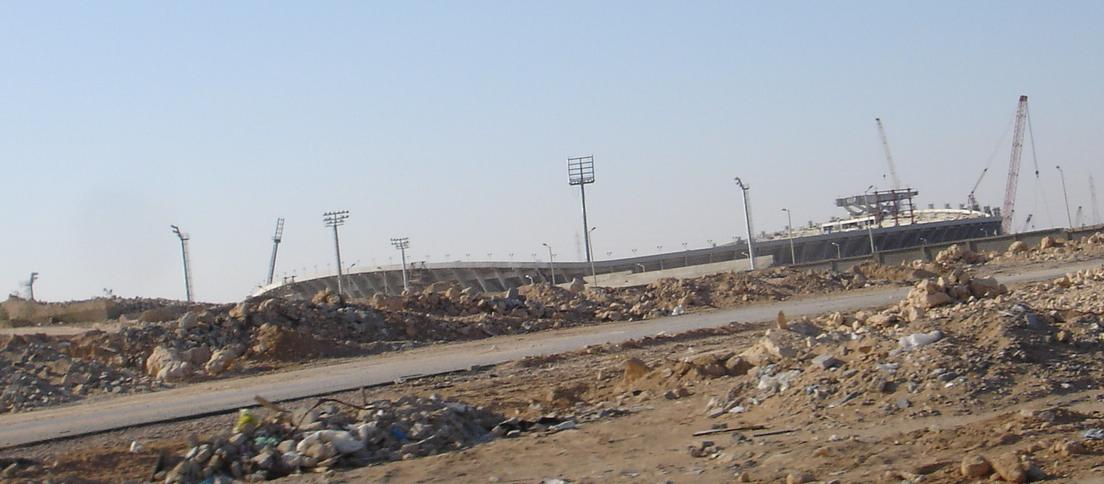
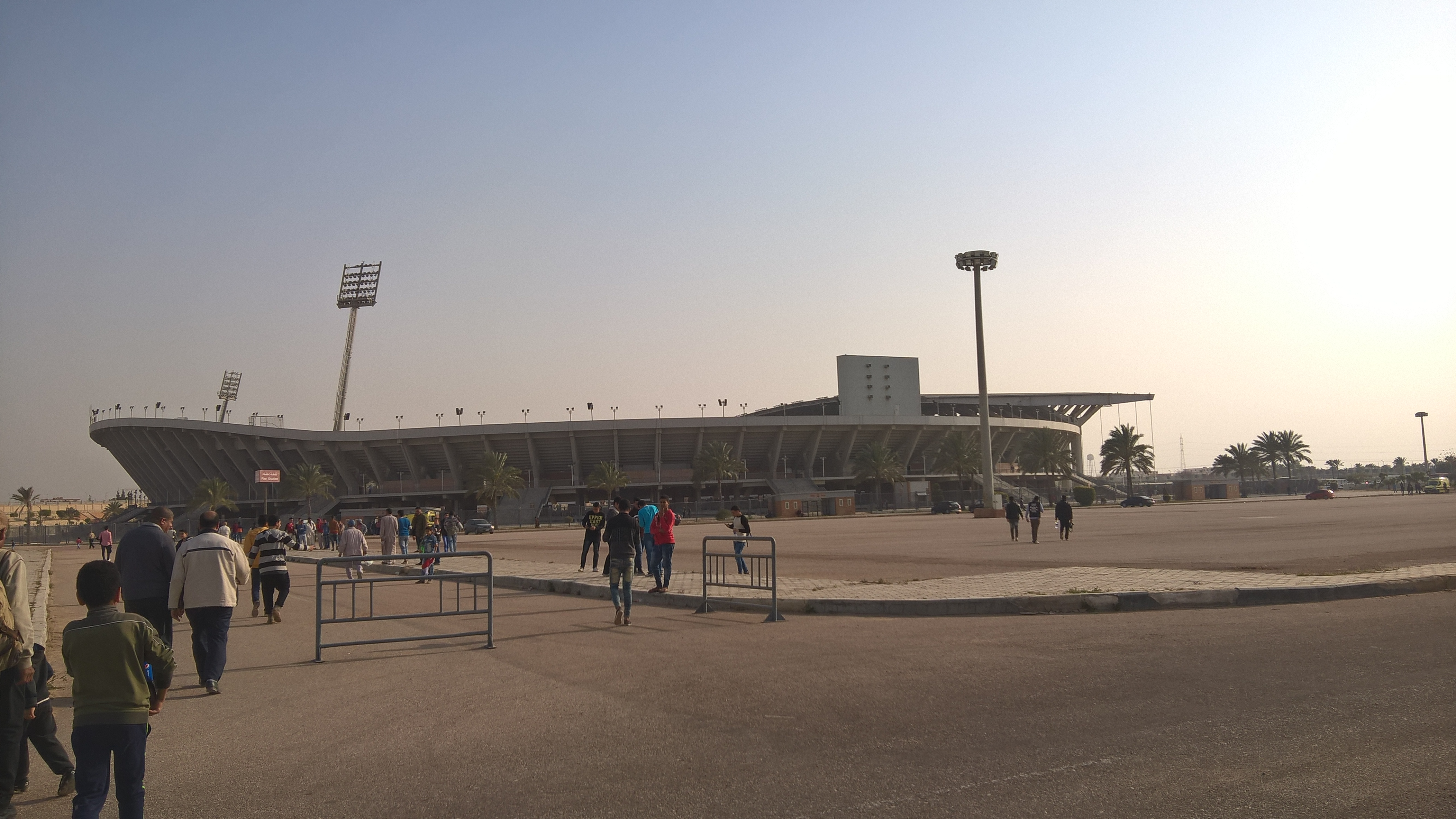
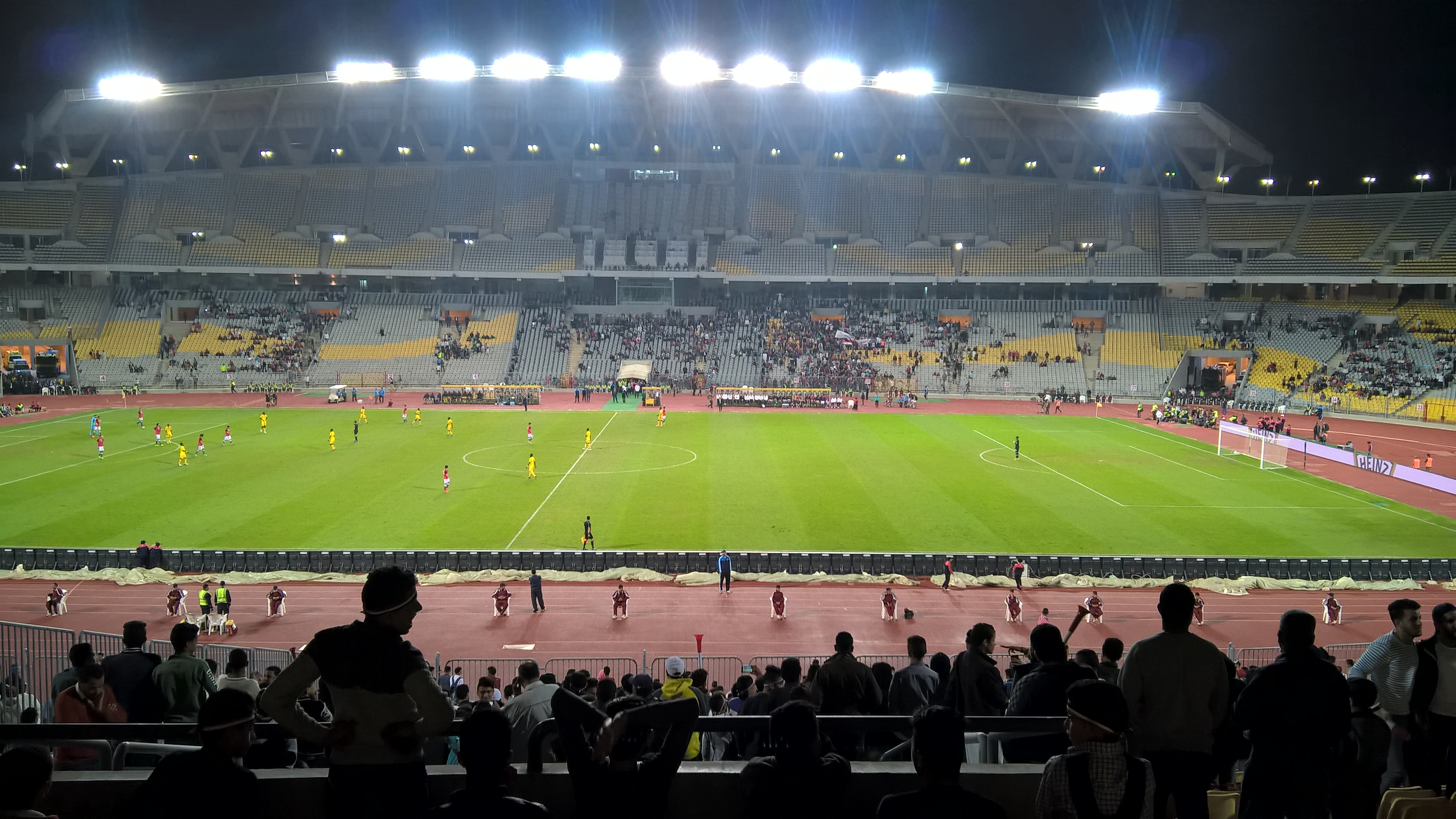

- 1=صورة لاستاد برج العرب